# Temple dels Dioscurs (Agrigent)
El temple dels Dioscuros o temple I era un temple grec de l'antiga ciutat d'Akragas, situat a la Vall dels Temples d'Agrigent.
A pocs metres al nord del denominat temple L, se situen les restes d'un conjunt de roques tallades i de fonaments. Són unes pintoresques ruïnes reconstruïdes en la primera meitat del s. XIX amb trossos de diversos períodes trobats a la zona i batejats com a temple dels Dioscurs. Constitueixen un dels punts de més difícil comprensió de la història d'aquesta àrea sagrada.
Les restes a la cantonada nord-oest indiquen l'existència d'un temple l'estilòbata que tenia 31 m de longitud i 13,39 m d'amplària; la base de la roca era de 38,69 m de llarg per 16,62 m d'ample. S'identifica com un temple perípter dòric de 6 x 13 columnes, pertanyent a la meitat del segle V ae. El temple havia de presentar el clàssic conjunt de cel·la amb prónaos i opistòdom in antis. En són visibles algunes restes de les bases dels fonaments i de la roca tallada. Els fragments del geison col·locats en la ruïna, esculpits amb una rica ornamentació, no pertanyien originàriament al temple. Aquest pseudotemple és molt popular entre els turistes.